# Miss Saint-Vincent-et-les-Grenadines
Miss Saint-Vincent-et-les-Grenadines désigne les concours de beauté féminine destinés aux jeunes femmes de Saint-Vincent-et-les-Grenadines.
Le concours Miss St. Vincent & Grenadines permet de représenter le pays au concours de Miss Univers.

## Histoire
La première édition du concours Miss Saint-Vincent-et-les-Grenadines (Miss SVG) est organisé en 1951. La première gagnante fut Audrey Hazel. De sa création à 1985, le concours se nommait "Reine du Carnaval", avant de prendre son nom actuel. Mandy Haydock fut la première gagnante, en 1986, à la suite de ce changement. Des voix se sont exprimées pour critiquer la perte de la dimension culturelle de l''evénement en l'éloignant des traditions du carnaval de sa population.
La Reine du Carnaval 1985, Donna Young, perd la vie dans un accident d'avion l'année de sa nomination.
En 1989, le comité du carnaval de l'île (Carnival Development Corporation ou CDC) choisit de réintroduire les costumes de carnaval comme apparat de défilé, mais le rendu est médiocre. De 1991 à 1995, le concours de Miss s'appelle "Vincy Mas" et s'organise sans l'intervention de la CDC. En 1997, face à la popularité croissante du concours, la CDC réintègre l'événement. Un comité est créé pour coordonner son organisation, et la prime pour la gagnante devient plus attractive, comprenant entre autres une bourse d''etude sur 3 ans et 8,000 dollars.

## Musique
La chanson calypso Ì want to dance with the Carnival Queen est la chanson officielle du concours.

## Miss SVG
|                   | année | Nom                  | Notes                    |
| ----------------- | ----- | -------------------- | ------------------------ |
| Queen of Carnival | 1951  | Audrey Hazel         | 1ère édition du concours |
| Queen of Carnival | 1956  | Fleur Cox            |                          |
| Queen of Carnival | 1962  | Flora Richardson     |                          |
| Queen of Carnival | 1974  | Janice Ollivierre    |                          |
| Queen of Carnival | 1975  | Vacita Parsons       |                          |
| Queen of Carnival | 1976  | June Thorne          |                          |
| Queen of Carnival | 1985  | Donna Young          | Décès la même année      |
| Miss SVG          | 1986  | Mandy Haydock        |                          |
| Miss SVG          | 1988  | Judy Charles         |                          |
| Miss SVG          | 2005  | Casynella Ollivierre |                          |
| Miss SVG          | 2014  | Shadeisha George     |                          |
| Miss SVG          | 2017  | Jimelle Roberts      |                          |